# Université du Lac Albert de Mahagi
 (février 2025).
Motif : Sources primaires. Où sont les sources secondaires ?
- Archive Wikiwix
- Bing
- Cairn
- DuckDuckGo
- E. Universalis
- Gallica
- Google
- G. Books
- G. News
- G. Scholar
- Persée
- Qwant
- (zh) Baidu
- (ru) Yandex
- (wd) trouver des œuvres sur Wikidata

| 1. | Préciser le motif de la pose du bandeau. | Précisez le motif de la pose du bandeau en utilisant la syntaxe suivante : {{admissibilité à vérifier\|date=août 2025\|motif=remplacez ce texte par le motif}}                                          |
| 2. | Informer les utilisateurs concernés.     | Pensez à avertir le créateur de l'article, par exemple, en insérant le code ci-dessous sur sa page de discussion : {{subst:avertissement admissibilité à vérifier\|Université du Lac Albert de Mahagi}} |

 (février 2025).
L’université du lac Albert de Mahagi « UNILAC - Mahagi » est une institution privée d’enseignement supérieur et universitaire située dans le diocèse de Mahagi-Nioka, en République démocratique du Congo.

## Histoire
L’idée de créer une université à Mahagi remonte au 3 septembre 1996, sous l’impulsion de Thomas Kuba. Accompagné de deux professeurs, l'abbé Michel Djalbonyo Ajika et l'abbé Michel Uzele Kasamba, ainsi que de l’opérateur économique Basile Agenong’a Thuambe, il conçut le projet de lancement d’une institution académique dans la région.
Le 29 juin 1998, une réunion constitutive donna naissance à la Propédeutique Universitaire de Mahagi « PROMA », avec un siège situé à Logo.
En 2000, PROMA devint le Centre Universitaire de Mahagi « CE.U.MA » et fut transféré au chef-lieu du territoire, à l’Institut Saint Jean-Paul II. La première pierre du site actuel de l’université fut posée en août 2009 par Marcel Utembi Tapa, alors évêque de Mahagi-Nioka.
En 2011, le Conseil d’Administration décida de renommer CE.U.MA en Université du Lac Albert. Cette dénomination fut officiellement adoptée en 2018 par l’arrêté ministériel no 531/MINESU/CAB.MIN/SMM/JPK/JMB/2018.

## Localisation et infrastructure
L’UNILAC est située sur la colline de Paley, à environ 3 km du centre de la commune de Mahagi, dans le groupement Pakwong’a, chefferie des War-Palara. Le site s’étend sur une superficie de 29 hectares, 21 ares et 87 centiares, un terrain octroyé par Jean Faustin Rwothng’a Ugwaru Nyipir III, chef de chefferie,.
L’université dispose d’infrastructures modernes, dont des salles de cours, des laboratoires, une bibliothèque, et des espaces verts favorables à l’apprentissage et à la recherche. La construction de ces installations a bénéficié d’un financement obtenu par le révérend père Paco Ostos et la Fondation TYPSA d’Espagne.

### Offre éducative
L’UNILAC propose une formation universitaire dans divers domaines, visant à répondre aux besoins de développement local et national. Elle offre des programmes de licence et des activités de recherche, étayées par une revue scientifique intitulée « Galaxie ».

## Organisation
L’UNILAC est placée sous la direction morale de l’évêque du diocèse de Mahagi-Nioka, qui agit comme Grand Chancelier. Elle est structurée autour de plusieurs organes de gestion et académiques.

### Rectorat
Le rectorat est dirigé par :
- Godefroy Upartho Unega, Recteur, Docteur ès Lettres ;
- Donatien Angora Matabisi, Secrétaire Général Académique, Docteur ès Lettres ;
- Emmanuel Ucoun Wekojo, Administrateur du Budget, licencié en économie ;
- Anuarite MaditMungu, Secrétaire Général Administratif, licenciée en sciences de l’éducation.

### Organisation des études
Les programmes académiques sont organisés en plusieurs cycles et disciplines, en mettant l’accent sur la rigueur scientifique et l’adéquation avec les besoins socio-économiques.

### Facultés
L’université comprend plusieurs facultés, dont :
1. Faculté des Sciences de l’éducation ;
2. Faculté des Sciences économiques et de gestion ;
3. Faculté des Lettres et Sciences humaines ;
4. Faculté des Sciences et Technologies.

L’Université du Lac Albert de Mahagi continue de s’imposer comme un pôle d’excellence académique et un vecteur de développement pour la région de l’Ituri et au-delà,.